# Elaphria arnoides
Elaphria arnoides är en fjärilsart som beskrevs av Herrich-Schäffer 1868. Elaphria arnoides ingår i släktet Elaphria och familjen nattflyn. Inga underarter finns listade i Catalogue of Life.